# Plan von Ayala

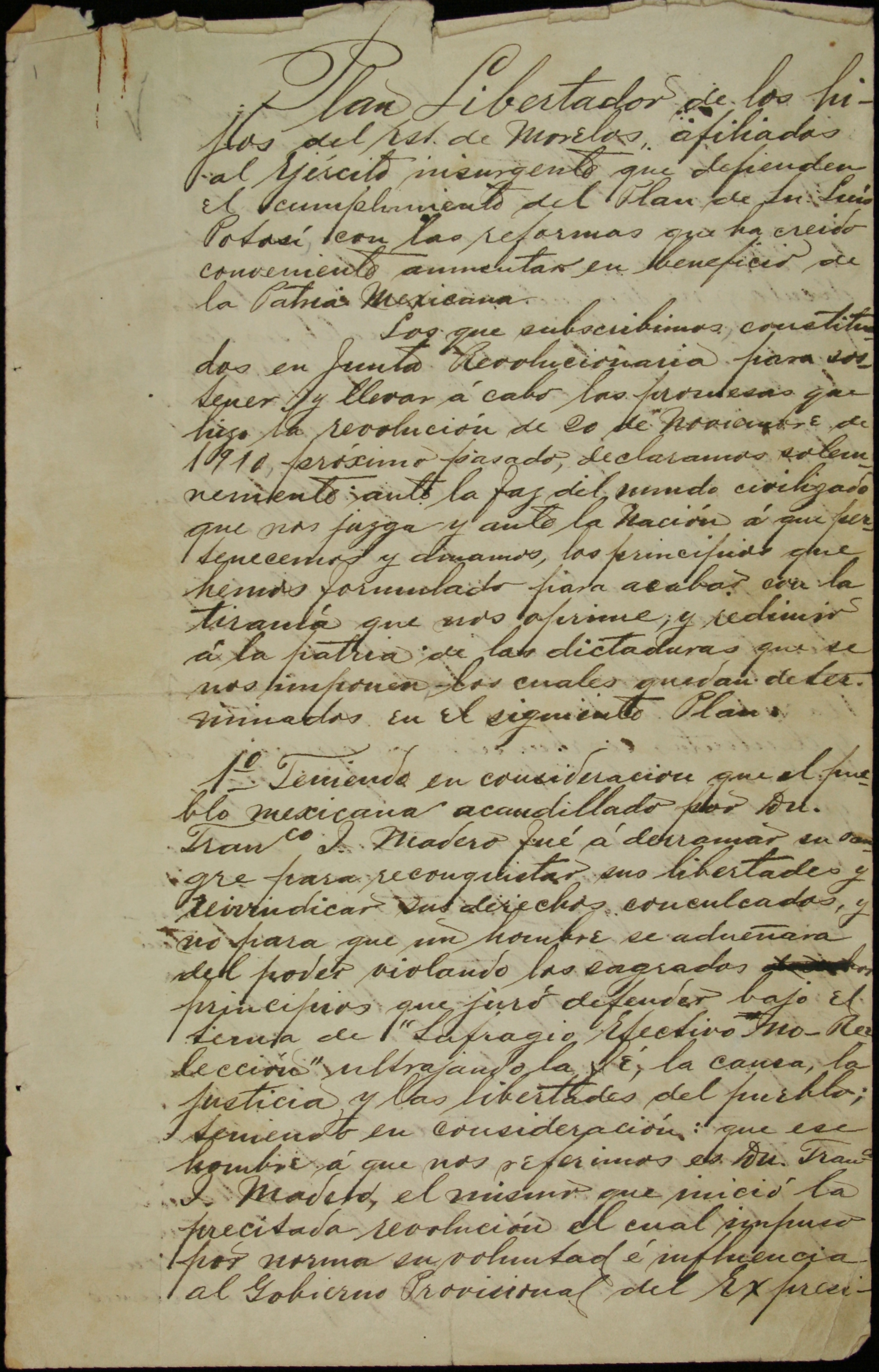
Plan von Ayala (1911), Manuskript von Emiliano Zapata

Der Plan von Ayala war das politische Programm Emiliano Zapatas und seiner Anhänger (Zapatistas) im Zusammenhang mit der mexikanischen Revolution.
Der Text wurde am 25. November 1911 in Ayoxustla im Bundesstaat Puebla unterzeichnet und am 28. November 1911 in Ayala-Stadt, der Gemeinde, in welcher sich der Geburtsort Zapatas befand, verkündet. Formuliert wurde er mit Hilfe des Lehrers Otilio Montaño Sánchez, der auch Zapatas Mentor war. Der Plan ruft zu den Waffen, um das Land an die Bauern zu verteilen, denen es eigentlich gehört und nur von den jetzigen Besitzern entrissen worden ist. Er gipfelt in dem Ausruf Libertad, Justicia y Ley! (Freiheit, Gerechtigkeit und Gesetz!), der später auf die heute bekannte und zitierte Version Tierra y Libertad! (Land und Freiheit!) verkürzt und abgeändert worden ist.
Die Hauptpunkte des Plans waren:
- Rücktritt Francisco Maderos als Präsident und freie Wahlen, sobald sich das Land beruhigt hat.
- Ernennung Pascual Orozcos zum Führer der Revolution und Emiliano Zapatas zu seinem Vertreter.
- Verteilung des Landes an die Bauern und Ejidos (Land in Gemeinschaftsbesitz, ähnlich der hiesigen Allmende).
- Betonung des ländlichen Charakters der mexikanischen Revolution.

Pascual Orozco schloss sich 1912 dem Plan von Ayala an.
Am 19. Juni 1914 wurden einige Formulierungen des Plans überarbeitet.